# Otopeni
Otopeni è una città della Romania di 21 750 abitanti, ubicata nel distretto di Ilfov, nella regione storica della Muntenia.
Fa parte dell'area amministrativa anche la località di Odăile.
La città è sede dell'Aeroporto Internazionale Henri Coandă, il più importante dei due che servono Bucarest.

## Storia
L'area di Otopeni è stata abitata fin dall'antichità: durante gli scavi per la realizzazione dell'aeroporto vennero scoperte tracce di insediamenti umani su due livelli: quello inferiore risalente all'Età del ferro, quello superiore attorno al X secolo.
La presenza dell'aeroporto ha trainato in maniera rilevante lo sviluppo di Otopeni, prima creando posti di lavoro e traffico commerciale e poi, dopo la caduta del regime comunista, con l'apertura del Paese alle iniziative imprenditoriali straniere, molte grandi aziende internazionali hanno costruito qui le proprie sedi, proprio grazie alla vicinanza dell'aeroporto stesso.

Grazie a queste presenze internazionali, oggi Otopeni è la città con il più alto reddito pro capite di tutta la Romania.

## Società

### Istituzioni, enti e associazioni
Nella città ha sede l'Istituto Nazionale di Geriatria e Gerontologia "Ana Aslan" (Institutul Naţional de Geriatrie şi Gerontologie "Ana Aslan").

## Cultura
La città ospita il Museo dell'Aviazione e il Centro culturale "Ion Manu".